# 게이 빌리지

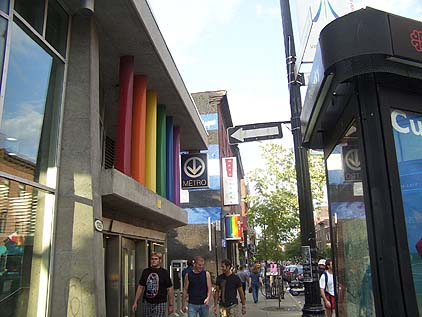
몬트리올의 게이 빌리지, Le Village gai

게이 빌리지(Gay village) 또는 게이타운(Gaytown)은 성소수자들이 모이는 지역이다. 성소수자들에게 친화적인 게이바, 레즈비언바, 트랜스젠더바 등이 즐비해 있다. 대표적인 게이 빌리지로는 런던의 소호, 맨체스터의 커낼 스트리트, 뉴욕의 첼시, 샌프란시스코의 캐스트로, 워싱턴 D.C.의 듀폰트서클, 시카고의 보이스타운, 몬트리올의 빌라주 가이, 베를린의 놀렌도르프 광장이 있다.

## 같이 보기
- LGBT 관광